# Phareodus
Phareodus è un genere di pesci ossei estinto, appartenente agli Osteoglossiformes. Visse tra l'Eocene medio e l'Oligocene (circa 50 - 30 milioni di anni fa) e i suoi resti fossili sono stati ritrovati in Nordamerica, Europa e Australia. 

## Descrizione
Questo pesce poteva raggiungere dimensioni considerevoli, e la lunghezza poteva arrivare ai 50 centimetri. Il corpo era di forma ovale, con una piccola testa e un muso leggermente appuntito. Le pinne dorsali e anali erano situate posteriormente (la pinna anale era più grande). La pinna caudale era leggermente biforcuta. Le pinne pelviche erano piccole, mentre quelle pettorali erano strette e allungate. 

## Classificazione
Questo pesce, descritto per la prima volta da Joseph Leidy nel 1873, è un rappresentante degli osteoglossiformi, un gruppo attualmente rappresentato da alcune forme tra le quali il gigantesco arapaima. Di questo pesce sono note varie specie: le nordamericane P. testis e P. encaustus, l'europea P. muelleri e l'australiana P. queenslandicus. Numerosi fossili sono stati ritrovati nella formazione di Green River nello Wyoming.